# Première scientifique
Pour des articles plus généraux, voir Baccalauréat scientifique et Classe de première française.
En France, la classe de première scientifique (ou première S) est de 1982 à 2019 la deuxième année du lycée, lorsque l'élève choisit le baccalauréat scientifique.

La première scientifique dans les études secondaires en France.

C'est l'une des trois anciennes séries de la classe de première générale, avec la première littéraire et la première économique et sociale. En 2019, les séries générales sont supprimées du fait de la réforme du baccalauréat général et technologique et réforme du lycée.

## Généralités
La classe de première scientifique est accessible après la seconde générale et technologique. À la fin de l'année, les élèves passent les épreuves anticipées du baccalauréat. L'année suivante, les élèves passent en terminale scientifique.

## Matières enseignées (2011-2019)
Avec la réforme du lycée de 2010 qui s'applique de 2011 à 2019 pour la classe de première, la grille horaire se présente de la manière suivante :

### Enseignements obligatoires communs aux trois séries générales
| Enseignement                   | Horaire hebdomadaire de l'élève (en h) |
| ------------------------------ | -------------------------------------- |
| Français                       | 4,5                                    |
| Histoire-géographie            | 2,5 (pour la filière S)                |
| Langues vivantes 1 et 2        | 4,5                                    |
| Éducation physique et sportive | 2                                      |
| Enseignement moral et civique  | 0,5                                    |
| Accompagnement personnalisé    | 2                                      |
| Travaux personnels encadrés    | 1                                      |
| Vie de classe                  | 1                                      |

### Enseignements obligatoires spécifiques à la série S
| Enseignement | Horaire hebdomadaire de l'élève (en h) |
| --- | -------------------------------------- |
| Mathématiques | 4                                      |
| Physique-chimie | 3                                      |
| Sciences de la vie et de la Terre OU Sciences de l'ingénieur OU Biologie, agronomie, territoire et développement durable | 3 7                                    |

### Enseignement facultatif
Les élèves peuvent choisir l'atelier artistique de 72 heures annuelles ou une ou deux options facultatives supplémentaires parmi :
- Langue vivante 3
- Langues et cultures de l'Antiquité (latin ou grec)
- Éducation physique et sportive
- Arts
- Hippologie et équitation
- Pratiques sociales et culturelles
- Pratiques professionnelles

## Matières enseignées (1995-2011)
Les grilles horaires de 1995-1996 à 2010-2011 (avant la réforme du lycée de 2010) sont les suivantes :

### Enseignements obligatoires
Le programme est composé d'un tronc commun comportant les matières suivantes :
| Enseignement                            | Horaire hebdomadaire de l'élève (en h), |
| --------------------------------------- | --------------------------------------- |
| Mathématiques                           | 4                                       |
| Physique-chimie                         | 3                                       |
| Sciences de la vie et de la Terre       | 3                                       |
| ou Sciences de l'ingénieur              | 7 (dont 1h TPE)                         |
| ou Biologie-écologie                    | 5                                       |
| Français                                | 4                                       |
| Histoire-géographie                     | 2,5                                     |
| Langue vivante 1                        | 2.25                                    |
| Langue vivante 2,                       | 2.25                                    |
| Agronomie-Territoire-Citoyenneté        | 3,5                                     |
| Éducation physique et sportive          | 2                                       |
| Éducation civique, juridique et sociale | 0,5                                     |
| Travaux personnels encadrés             | 1                                       |

À ces matières s'ajoutent, théoriquement :
- 10 heures annuelles de vie de classe (heures gérées par le professeur principal) ;
- 72 heures annuelles d'atelier d'expression artistique[N 12] ;
- 72 heures annuelles de pratiques sociales et culturelles[N 13].

### Option(s) facultative(s)
Les élèves peuvent choisir une ou deux options facultatives supplémentaires parmi :
| Enseignement                   | Horaire hebdomadaire de l'élève (en h) |
| ------------------------------ | -------------------------------------- |
| Latin                          | 3                                      |
| Grec ancien                    | 3                                      |
| Langue vivante 3,              | 3                                      |
| Éducation physique et sportive | 3                                      |
| Arts                           | 3                                      |
| Hippologie et équitation       | 3                                      |